# NEW Energy Services
NEW Energy Services is een bedrijf in de Nederlandse stad Hengelo dat onderhoudswerk verricht aan ketelinstallaties.

## Geschiedenis
NEW Energy Services is de voortzetting van de onderhoudswerkzaamheden van de op 31 oktober 1929 opgerichte Nederlandsche Electrolasch Maatschappij. Het was gelieerd aan de al in 1914 door de heer Van Egmond opgerichte N.V. Hollandsche Constructie Werkplaatsen (HCW). De directie van beide bedrijven bestond gedurende langere tijd uit Ir. J.E. Colin en Ir. F.H.E. Guljé. Laatstgenoemde werd op vrijdag 1 maart 1946 bij de voordeur van zijn woning neergeschoten door een voormalig verzetsstrijdster, omdat zij hem verdacht van collaboratie met het Duits bestuur in Nederland tijdens de Tweede Wereldoorlog (zie het artikel Moord op ir. Felix Guljé).
De Nederlandsche Electrolasch Maatschappij werd in 1967 samen met onder andere de N.V. Hollandsche Constructie Werkplaatsen ondergebracht in de Hollandse Constructie Groep (HCG), die ging fungeren als holding boven een groep werkmaatschappijen. In 1968 fuseert HCG met de Hollandsche Beton Maatschappij (HBM) tot de Hollandsche Beton Groep (HBG). Alle productieactiviteiten verdwenen uit Leiden, waar de straatnaam Lasserstraat nog herinnert aan het industriële verleden van wat nu een woonwijk is. De productie van wat nu NEM Energy heet gaat naar het Groningse Scheemda en alleen het kantoor blijft in Leiden achter.
New Energy Services ontstond in 2002 door het samenvoegen van Stork Energy Services uit Hengelo, NEM Schelde Services uit Breda en delen van NEM uit Leiden. Daarna werden ook de bedrijven Standard Fasel, Manufacturing Scheemda en PowerspeX toegevoegd. Het bedrijf verkreeg ook het bezit van de technologieën van de voormalige Nederlandse ketelfabrikanten Stork Ketels, Schelde Ketels, Standard Fasel en Backer & Rueb.
Eigenaar H.T.P. Capital verkocht in 2011 de aandelen NEM Energy en New Energy Services aan Siemens AG, dat reeds een belangrijke opdrachtgever was, voor 170 miljoen euro. Beide bedrijven hebben dan een totale omzet van 325 miljoen euro en bieden werk aan 1.000 personeelsleden. Het in de koop begrepen PowerspeX is uiteindelijk niet meegegaan en werd op 25 april 2013 zelfstandig. Omstreeks 1 februari 2013 kocht H.T.P. Capital de aandelen New Energy Services weer terug.

## Onderdelen
NEW Energy Services bestaat uit NEW Energy Services, Standard Fasel en Tools 4 Rent.